# Черкаське Порічне
Черкаське Порічне (рос. Черкасское Поречное) — село в Суджанському районі Курської області Російської Федерації.
Населення становить 768 осіб. Входить до складу муніципального утворення Поріченська сільрада.

## Історія
Населений пункт розташований на території українського етнічного та культурного краю Східна Слобожанщина.
Від 2004 року входить до складу муніципального утворення Поріченська сільрада.
11 серпня 2024 року село було зайняте українською армією в ході Курської наступальної операції.
Звільнено російською армією 8 березня 2025 року в ході контрнаступу в Курській області.

## Населення
| 2002 | 2010 |
| ---- | ---- |
| 884  | ↘768 |